# 신독일 역사 국가연구소
신독일 역사 국가연구소(독일어: Reichsinstitut für Geschichte des neuen Deutschlands)는 국가사회주의 독일 노동자당의 기구 중 하나이다. 이는 1935년 나치의 역사학자 발터 프랑크가 추진하여 설립되었으며, 베를린에 본부를 두고 있었다. 하름 페에르 짐머만에 이어 프랑크는 역사학 연구 전반에 대한 감독, 지도, 조율을 위한 검열 기구를 추구했다. 연구소의 주된 역할은 "유대인 문제"에 대한 질문에 답하는 것이었다. 결과적으로, 이는 나치 선전의 도구로서 사용되었다. 1939년에는 프랑크푸르트의 유대인 문제 연구소와 경쟁 관계가 되었다.

## 역할
신독일 역사 국가연구소는 반유대주의 정책에 대한 정당화를 제공함으로써 나치에 복무했다. 과학자들은 반유대주의를 설명하기 위해 유사과학을 사용했다. 정치인들은 이 과학을 이용해 누가 유대인인지를 '명확하게' 가릴 수 있었다. 이처럼 역사 국가연구소는 독일의 반유대 사학(史學)에서 중심적인 역할을 수행했다.
연구소는 출판물들을 통해서 국가사회주의당이 그들의 정치적 행동을 과학적 사실들로 정당화할 수 있도록 했다. 이러한 출판 활동은 학술지 뿐만이 아니라 일간지나 방송을 통해서도 이루어졌다. 심지어 "불멸의 유대인"과 같은 영화나 전시회 등을 통해서도 인종차별적인 정책을 설명했다. 또한 외무부와도 긴밀한 관계를 가져 영사관이나 정보 기관과 비밀 정보를 교환하기도 했다.

## 역사
국가교육성 장관(Reichsminister für Erziehung, Bildung und Volksbildung)이었던 베른하르트 루스트는 1935년 신독일 역사 국가연구소를 설립했다. 국가연구소는 기존의 역사국가위원회를 대체하게 되었다. 국가연구소의 소장으로는 월터 프랑크가, 관리자로는 빌헬름 그라우가 임명되었다. 빌헬름 그라우는 또한 1936년 뮌헨에서 유대인 문제 연구소(Forschungsabteilung Judenfrage)를 설립하기도 했다. 국가연구소는 국가과학성에 종속되어 있었다. 연구소에서 일했던 사람들 중 가장 잘 알려진 이들로는 인종주의 연구자였던 오이겐 피셔, [한스 귄터]], 오트마 폰 페르슈어 남작 등이 있다.
1941년 말에는 카를 리하르트 간저가 프랑크의 뒤를 이어 국가연구소장을 맡게 된다.
국가연구소는 세 개의 우선적인 연구 주제를 가지고 있었다. 첫 번째는 "제2차 세계 대전에서의 정치적 리더십", 두 번째는 "전후(戰後) 세계", 그리고 세 번째는 "유대인 문제"였다. 각 주제 내에서의 업무와 우선순위는 전쟁이 진행됨에 따라서 변했다. 영국과의 전쟁이 발발했을 때 국가연구소는 영국계 유대인들에 대항하여 반유대주의적인 기사들을 쓰기 시작했다. 베니토 무솔리니가 몰락할 때까지, 국가연구소는 이탈리아 혈통에 대한 연구를 담당했다. 결과적으로, 국가연구소는 유대인의 긍정적 동화에 대한 문서를 작성해야 했다. 무솔리니의 몰락 이후에 그러한 작업은 즉시 중단되었다.
프랑크가 맡은 첫 번째 임무는 유대인에 관한 전후 문서를 안전하게 지키는 것이었다. 이를 위해 국가연구소는 합법적으로 도서관 자료나 기록 보관소에 대해 강제적인 요청을 할 수 있었다. 예를 들어, 유대교의 세례나 타종교인과의 결혼(특히 유대인과 아리아인 사이의 결혼)에 대한 자료가 수집되었다.
1942년경부터는 유대인의 묘지에 대한 사진 수집이 시작되었는데, 이는 유럽에서 유대인이 완전히 사라질 것이라는 견해가 많았기 때문이다.
민족 공동체의 목표를 달성하기 위해, 예를 들면 '오스트리아의 궁정 유대인'이라는 주제에 대한 최고의 글을 뽑는 대회에 400 라이히스마르크의 상금이 걸리기도 했다.
국가연구소는 1945년에 해체되었다.

## 참고 문헌
1. ↑  Harm-Peer Zimmermann: Vom Schlaf der Vernunft.
2. ↑  Ernst Klee: Das Personenlexikon zum Dritten Reich, Frankfurt am Main 2007, S. 174.